# Fenotip
|  | Per a altres significats, vegeu «fenotip (medicina clínica)». |

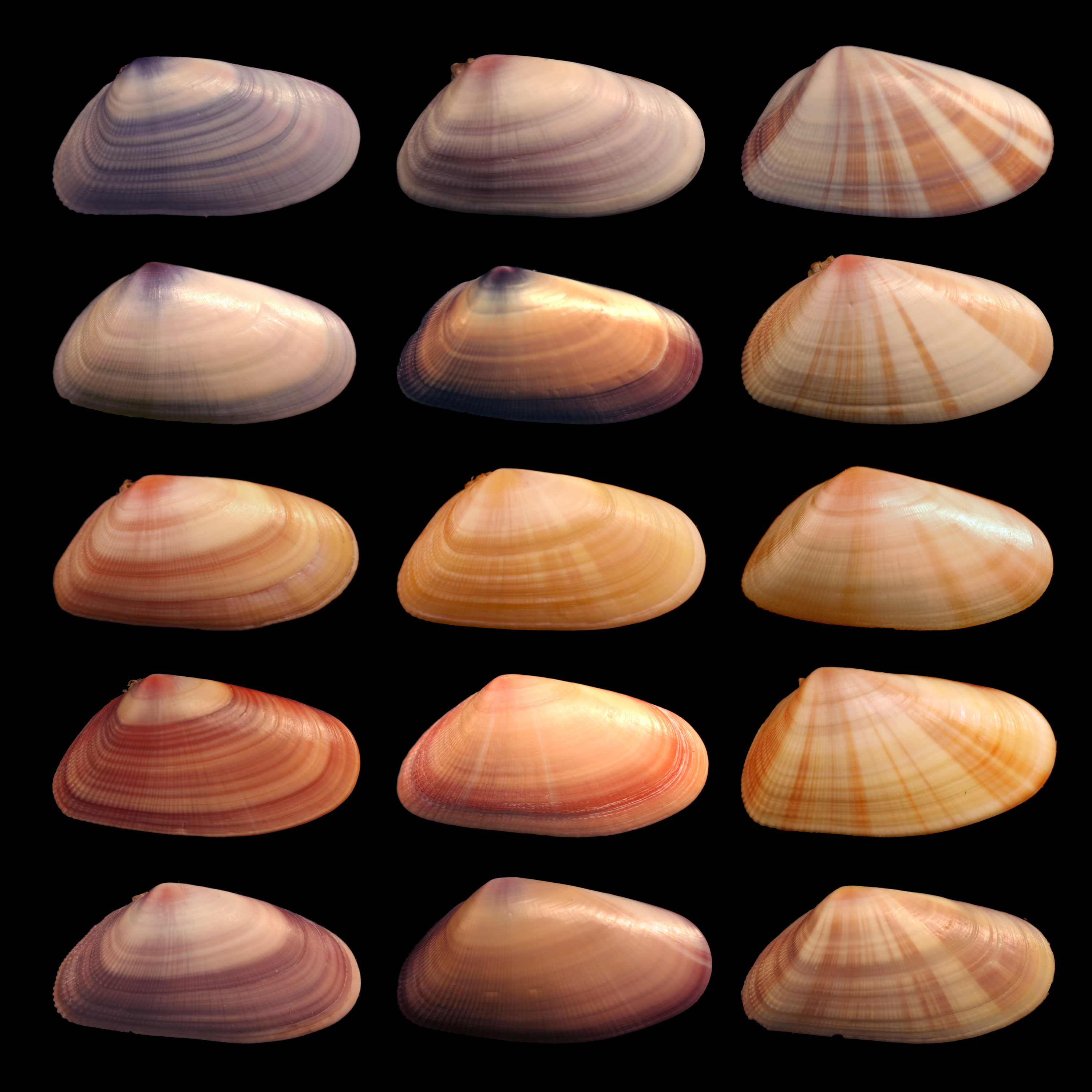
Els individus de l'espècie de mol·luscs Donax variabilis mostren una extraordinària diversitat fenotípica, tant en el color com en el patró de les seves conquilles

El fenotip és l'expressió gènica del genotip modulada per la interacció biològica amb el medi, és a dir, l'aparença externa d'un caràcter genètic. Etimològicament procedeix de el grec phainein, «aparèixer», i typhos, «tipus o empremta». Aquesta paraula composta expressa les manifestacions aparents del patrimoni hereditari de l'individu més o menys modificades pel medi ambient.

## Visió general
El terme abasta la morfologia, anatomia o la forma i estructura física de l'organisme, els seus processos de desenvolupament, les seves propietats bioquímiques i fisiològiques, el seu comportament i els productes del comportament.
El fenotip d'un individu el decideix principalment el seu genotip, és a dir, els gens que tenen les seves cèl·lules. Però també hi ha altres factors que influeixen en el fenotip, com pot ser la nutrició, la temperatura, la llum, els agents infecciosos, etc.
Un exemple en podria ser el dels germans bessons monozigòtics, que tenen el mateix genotip, però que a causa de diversos factors ambientals, no tenen el mateix fenotip. O el de plantes amb un mateix genotip que es conreen en sòls diferents (amb diferents nutrients o diferent clima), que esdevindran plantes diferents.
Es pot resumir així: 
Fenotip = genotip + influència de factors ambientals.

## Visió àmplia del fenotip
Quan existeixen dos o més fenotips clarament diferents en la mateixa població d'una espècie, l'espècie s'anomena polimòrfica. Un exemple ben documentat de polimorfisme és la coloració del Labrador retriever; el color de la capa exterior depèn de molts gens, es veu clarament a l'entorn com a groc, negre i marró. Richard Dawkins el 1978 i, després, de nou al seu llibre The Extended Phenotype del 1982 van suggerir que es poden considerar els nius d'aus i altres estructures construïdes com ara les càpsules de larves dels tricòpters i les preses fetes pels castors com a “fenotips estesos”.